# Peter Weidenbaum

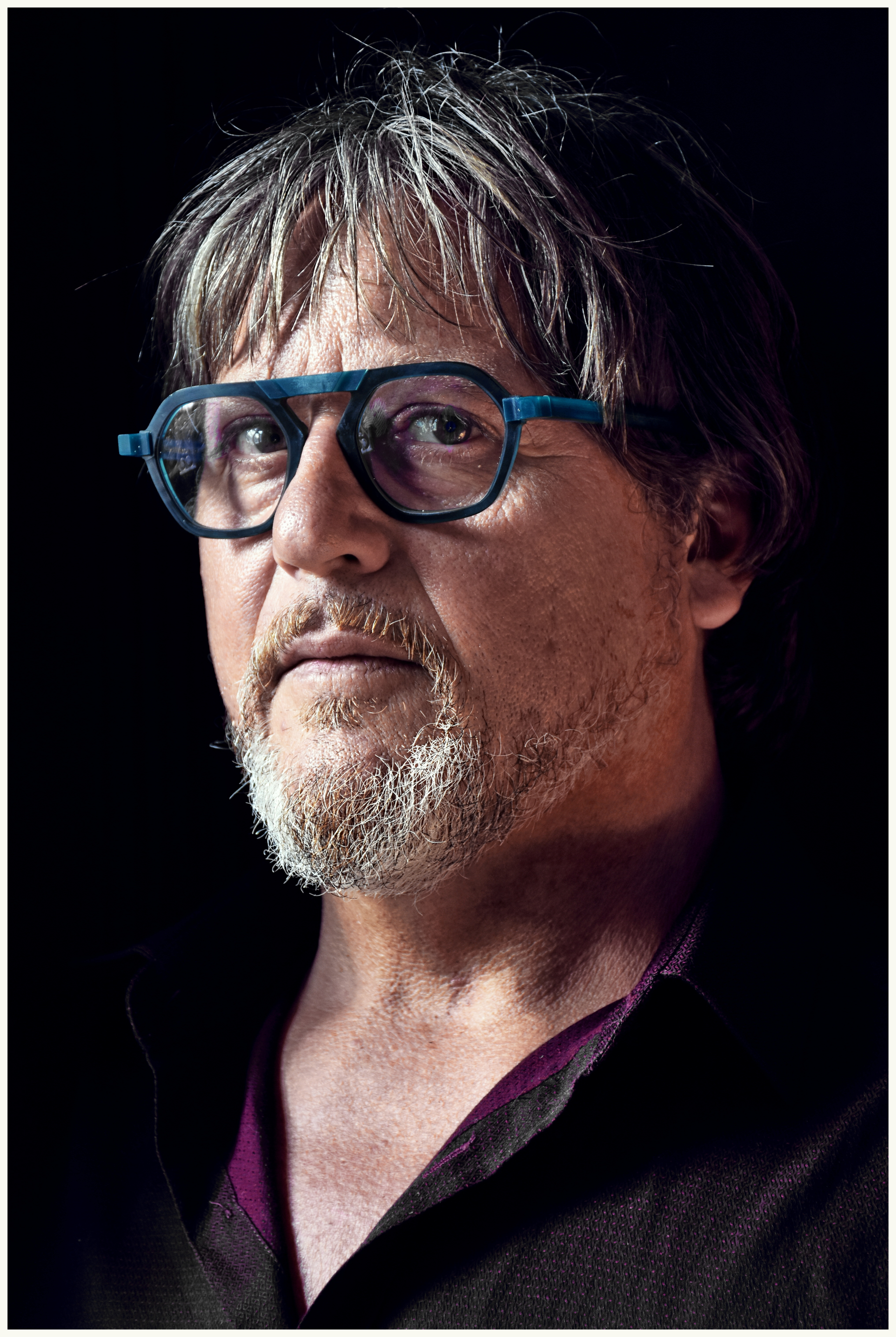
Peter Weidenbaum

Peter Weidenbaum (Antwerpen, 1968) is een Belgisch beeldend kunstenaar.
Weidenbaum studeerde aan de Koninklijke Academie voor Schone Kunsten van Antwerpen (1992-1996) en het HISK (Hoger Instituut voor Schone Kunsten, 1996-1999) in Antwerpen. Hij leeft en werkt in Luik (België) en in Hradec Králové (Tsjechië). In 1999 heeft hij zijn eerste museale tentoonstelling in het Stedelijk museum Het Domein in Sittard, Nederland met de installatie ‘Somebody puts something in my dreams’. Hij ging nadenken over de functie van de kunstenaar en kwam tot het besluit dat de kunstenaar als producent van werken weinig zin heeft als daar geen sociale dimensie aan verbonden is. De permanente installatie Passing-By op Montgomeryplein in het Brussels Hoofdstedelijk Gewest en zijn sculptuur Alter Ego, collectie van de Provincie Vlaams-Brabant, zijn onder anderen binnen deze context ontstaan.

## Collecties
Werk van de kunstenaar is in de publieke collectie van:
- Provincie Vlaams-Brabant: Sculptuur 'Alter Ego'
- UZ Jette: Integratie 'Green Velvet'
- Brussels Hoofdstedelijk Gewest: Sculptuur 'Passing By' op het Montgomeryplein
- Brusselse Hoofdstedelijke Regering: schilderij 'Rotation'
- Vlaamse Gemeenschapscommissie (VGC): schilderij 'Reconcideration'
- Stedelijk museum het Domein Sittard Nederland: Sculptuur 'Somebody puts something in my dreams'

## Publicaties
- Willem Elias, 2016, Een ontmoeting met zichzelf en de zijnen, p. 68-71, Staalkaart #32, Staalkaart vzw, Puurs
- Joannes Késenne, 2016, Een filosoof onder schilders, p. 15, H art No. 151, Idecom media, Antwerpen
- Arne Rombouts, 2013, Docu. Vrt Stroom van talent, Brussel
- Willem Elias, 2012, Aspecten van de Belgische kunst na '45